# Household Objects
Household Objects habría sido el noveno álbum de estudio del grupo de rock Pink Floyd, sucesor de Dark Side Of The Moon, pero el álbum, que fue grabado entre octubre y diciembre de 1973, fue cancelado por el grupo y el proyecto comenzó desde cero.

## Historia
Este proyecto consistiría en un intento de producir un álbum utilizando objetos no musicales de uso cotidiano en una casa. Ya Roger Waters había realizado un proyecto similar en Music From The Body (1970) en el cual las bases musicales eran sonidos originados por el propio cuerpo humano. En ese mismo año, Pink Floyd grabó Alan's Psychedelic Breakfast en el álbum Atom Heart Mother, canción en la que sonidos de actividad matinal se intercalan con pasajes musicales.
El proyecto, finalmente, fue abandonado, no sin antes haberle dedicado horas de trabajo y grabaciones. El proyecto había tomado varios meses de producción, detenido solo por dos presentaciones el 12 de octubre de 1973 en Múnich, Alemania y otra el 13 en Viena, Austria. Posteriormente, las grabaciones continuaron los días 22 al 26 y 29 al 31, para proseguir durante el mes de noviembre los días 12 al 14, 19 al 21, 26 al 28 y 3 al 5 de diciembre de 1973. 
Las grandes limitaciones técnicas del momento hicieron desistir al grupo de continuar con el proyecto. Sólo quedaron registros de 3 temas..

## Hipótesis
A pesar de ello, existe la creencia de que algunas ideas de este proyecto se utilizaron en el álbum Wish You Were Here (1975), específicamente para la pista 2, Welcome to the Machine, en la pista 1, Shine On You Crazy Diamond (parte 1) y el final de la pista 4, Wish You Were Here (canción principal).
Este proyecto es una muestra de la improvisación creativa reinante en el grupo ante un evento tan inesperado como lo fue el éxito del Dark Side of the Moon (1973). Durante el periodo que transcurre entre 1973 hasta 1975 el grupo viviría aterrado por la posibilidad de no poder mantener un estándar tan elevado como el alcanzado con Dark Side Of The Moon, el cual ya para entonces era disco número uno en varios países y cuyas cifras de ventas crecían inexorablemente.

## Comentarios
Al respecto, Roger Waters (bajo, voz) ha comentado en una entrevista: 

"Hubo un intento de realizar un álbum sin utilizar ningún instrumento musical, parecía una buena idea en su momento, pero no funcionó, probablemente porque nosotros necesitábamos detenernos a descansar por un rato.
En todo caso el grupo tomó la decisión de no utilizar los temas grabados en un próximo álbum."

Por su parte, David Gilmour (guitarra, voz) declaró:

"Parece un poco sin sentido hacerlo a menos que hicieramos un álbum completo, para nosotros parece un poco sordo de todas maneras, es difícil hacer que funcionen como piezas de música genuinas fuera de su contexto".

## Lanzamientos en 2011
Como parte del proyecto Why Pink Floyd...?, en el que se reeditaron todos los discos de estudio del grupo, en las versiones "Immersion" se publicarán dos cortes de las sesiones de Household Objects. En el disco 6 del Dark Side of the Moon se incluirá el tema The Hard Way, mientras que en el disco 2 del Wish You Were Here aparecerá Wine Glasses.
Los álbumes "Immersion" fueron lanzados el 26 de septiembre de 2011.
- Datos: Q2269766